# Scuola allievi agenti
Le scuole allievi agenti sono delle strutture della Polizia di Stato italiana, preposta alla formazione degli agenti.

## Competenze
Presso di esse vengono inviati i vincitori dei concorsi per entrare nel corpo ed il personale assume la qualifica di allievo agente, per la frequentazione di un corso d'addestramento diverso per durata e programma a seconda della qualifica.
Vi sono inoltre differenti centri, suddivisi in base alla tipologia di formazione .

## Dislocazione territoriale
Sono presenti nelle città di:
1. Alessandria;
2. Campobasso;
3. Caserta;
4. Peschiera del Garda;
5. Piacenza;
6. Spoleto;
7. Trieste;
8. Vibo Valentia.

I centri di formazione specifica, ovvero quei centri dove viene formato il personale per varie attività specifiche di polizia sono:
1. Cesena (Scuola di: Polizia ferroviaria, Polizia postale, Polizia di frontiera, Polizia stradale);
2. Pescara (Scuola per il controllo del territorio);
3. Trento (Centro di addestramento alpino);
4. Oristano (Centro di addestramento generico, istruzione professionale e corsi per operatore nei servizi di scorta e sicurezza);
5. Roma (Centro polifunzionale, scuola tecnica, corsi per istruttori di guida, difesa personale e tecniche operative);
6. Brescia (Scuola di Polizia Giudiziaria, amministrativa e investigativa).

I centri di formazione per ispettori, per ruoli direttivi e dirigenziali hanno sede a Roma.